# Henri Castillard
Henri Castillard, né le 3 septembre 1847 à Woinville (Meuse) et mort le 22 juillet 1927 à Paris, est un homme politique français.

## Biographie
Docteur en droit, il est procureur à Arcis-sur-Aube et à Troyes, puis substitut à Paris. En 1893, il démissionne pour se présenter aux élections législatives dans l'Aube, où il est élu. Il conserve son mandat de député jusqu'en 1909, où il est élu sénateur de l'Aube. Il siège jusqu'à sa mort en 1927. Il siège à la Chambre à l'Union progressiste, et intervient essentiellement sur les questions juridiques et agricoles. Il est élu conseiller général du canton d'Arcis-sur-Aube.